# Octava batalla del Isonzo
La Octava batalla del Isonzo fue una batalla desde el 10 - 12 de octubre de 1916 entre el Reino de Italia y el Imperio Austro-Húngaro

## La batalla
La octava batalla del Isonzo librada brevemente desde el 10 al 12 de octubre de 1916, fue esencialmente una continuación de los intentos realizados durante la Séptima batalla del Isonzo (14 al 17 de septiembre de 1916) para ampliar la cabeza de puente establecida en Goritzia durante la Sexta batalla del Isonzo en agosto de 1916.
El jefe del Estado Mayor, Luigi Cadorna, Estaba decidido a continuar los ataques italianos a la izquierda de la ciudad, política que perduro hasta la siguiente batalla (Novena batalla del Isonzo) con igual falta de éxito.
Al igual que en el ataque anterior, el Séptimo, las numerosas bajas italianas obligaron a suspender el ataque, concentrada, corta y brusca, a la espera de la recuperación del ejército. 
La aparentemente interminable embestida del Isonzo se reanudó con la Novena batalla del Isonzo el 1 de noviembre de 1916, el quinto y último ataque del año
El arquitecto Italiano Antonio Sant'Elia, miembro clave del movimiento futurista de arquitectura, murió durante la batalla.

## Otras lecturas
Schindler, John R. (2001). Isonzo: The Forgotten Sacrifice of the Great War. Praeger. ISBN 0275972046. OCLC 44681903.